# Neil M. Gunn

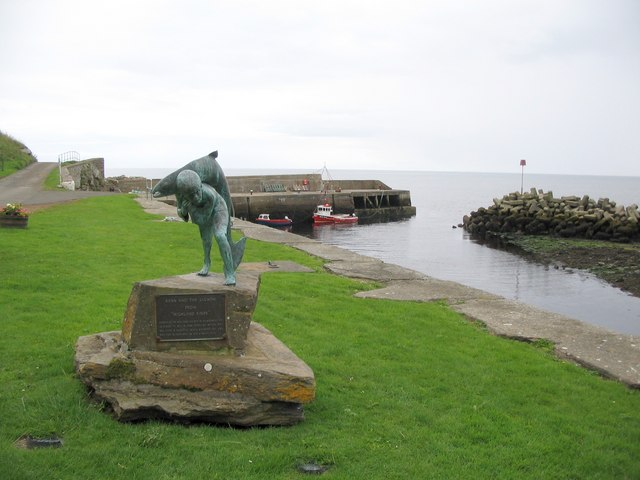
Kenn and the Salmon, Charaktere aus Highland River, Denkmal für Neil M. Gunn in Dunbeath.

Neil Miller Gunn (geboren am 8. November 1891 in Dunbeath; gestorben am 15. Januar 1973 in Inverness) war ein erfolgreicher schottischer Romanautor, Kritiker und Dramatiker, welcher als einer der führenden Köpfe der „Schottischen Renaissance“ der 1920er und 1930er Jahre bekannt wurde. Aufgrund seiner über zwanzig Romane, war Gunn einer der einflussreichsten schottischen Romanautoren in der ersten Hälfte des 20. Jahrhunderts. Sein Roman Highland River wurde 1938 mit dem James Tait Black Memorial Prize ausgezeichnet.
Wie sein Zeitgenosse Hugh MacDiarmid war Gunn politisch für die Ideale des Schottischen Nationalismus und Sozialismus engagiert. Seine fiktionalen Geschichten handeln in erster Linie von den Highlands-Gemeinschaften und der Landschaft seiner Jugend. Obwohl er ausschließlich englisch schrieb – statt in Scots oder in Gälischer Sprache –, sind Einflüsse auch der schottischen Sprachen nachweisbar.

## Leben
Neil Miller Gunn wurde 1891 in dem Dorf Dunbeath in der Region Caithness geboren. Sein Vater war Kapitän auf einem Fischerboot. Gunns Faszination für das Meer und den Mut der Fischer ist auf die Erinnerungen an die Arbeit seines Vaters zurückzuführen. Seine Mutter war die Inspiration für die charakterstarken, bodenständigen und traditionsbewussten Frauen, welche in vielen seiner Werke auftauchten.
Gunn hatte acht Geschwister. Als er 1904 seine Grundschule abgeschlossen hatte, zog er in den Süden zu einer seiner Schwestern und ihrem Ehemann nach St John’s Town of Dalry in Kirkcudbrightshire. Er bildete sich weiter und legte 1907 sein Examen für den Öffentlichen Dienst ab. Das führte zu einem Wechsel nach London, wo der jugendliche Gunn die spannende Welt der neuen politischen und philosophischen Ideen und die Verführungen der modernen Großstadt kennenlernte.
1910 wurde er Beamter beim Zoll und wurde zurück in die Highlands versetzt. Er blieb den gesamten Ersten Weltkrieg über Zollbeamter, bis er schließlich begann als Autor zu arbeiten. 1921 heiratete Gunn Jessie Dallas Frew und zog mit ihr nach Inverness.

## Anfänge als Autor
Während der 1920er Jahre begann Gunn Kurzgeschichten sowie Gedichte und kurze Essays in verschiedenen literarischen Magazinen zu veröffentlichen. Durch sein Schreiben kam er in Kontakt mit anderen Autoren wie Hugh MacDiarmid, James Bridie, Naomi Mitchison, Eric Linklater, Edwin Muir, Lewis Grassic Gibbon und George Blake, welche ebenfalls mit der „Schottischen Renaissance“ verbunden waren. 
Die ersten Romane, die Gunn veröffentlichte, waren The Grey Coast (1926) und The Lost Glen (1928). Während dieser Zeit, war Gunn in der Scottish National Party aktiv und formte einen Teil der Partei.

## Professionelles Schreiben
Nach der erfolgreichen Veröffentlichung des Romans Highland River, für welchen er 1938 mit dem James Tait Black Memorial Prize ausgezeichnet wurde, konnte Gunn seine Arbeit als Zollbeamter zu beenden, und wurde zum Vollzeit-Schriftsteller. Er mietete ein Farmhaus in der Nähe von Strathpeffer; damit begann seine produktivste Phase als Roman- und Essayautor und als Journalist. Die Werke Butcher's Broom und The Silver Darlings sind historische Romane, welche von den Highland Clearances handeln. In den 1930er und 1940er Jahren war Gunn journalistisch sehr aktiv, er war an Radioproduktionen beteiligt und veröffentlichte in diversen Journalen, wie dem Anarchy Magazine in London, dem Glasgow Herald und Scots Review.
Young Art and Old Hector und The Green Isle of the Great Deep sind beides Fantasy Romane, die auf schottische Volkslegenden zurückgehen. Gunns spätere Werke in den 1940er und 1950er Jahren befassten sich mit Fragen des Totalitarismus. Gunns letztes abgeschlossenes Werk war seine Autobiografie The Atom of Delight. Dieser Text zeigt die Beeinflussung Gunns durch das Werk Zen in the Art of Archery von Eugen Herrigel, weshalb Gunn mitunter als Highland-Zen-Master bezeichnet wurde.

## Nachwirken

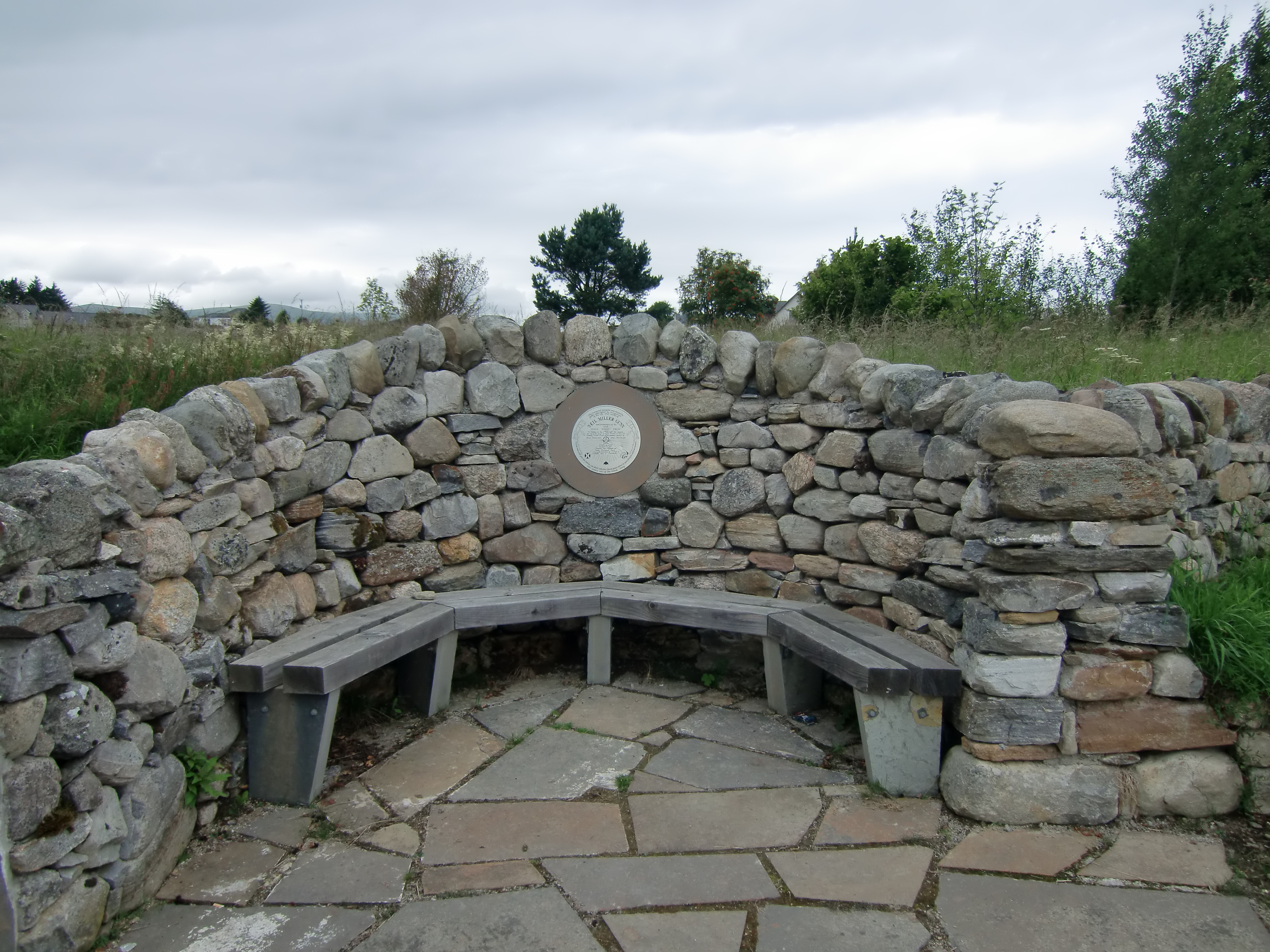
Teil des Neil Gunn Denkmals auf einer Anhöhe über Strathpeffer, errichtet von der Neil M. Gunn Memorial Stiftung.

An Gunn wird im Innenhof, des Schriftsteller-Museums am Lawnmarket in Edinburgh gedacht. Die Autorenauswahl für den Innenhof wird vom Schriftsteller-Museum, der Saltire Society  und der Schottischen Gedichts Bibliothek getroffen. The Neil Gunn-Stiftung wurde im Jahre 1986 begründet, und im Oktober 1987 wurde ein Denkmal für ihn auf den Heights of Brea in Strathpeffer enthüllt.
Der Neil Gunn Schreib-Wettbewerb wurde 1988 von der Ross and Cromarty Gebietsverwaltung (später Highland Council) und der Stiftung ins Leben gerufen. Der Wettbewerb wird von der Organisation highlifehighland und der Neil M. Gunn Stiftung organisiert.

## Werke
Romane
- Butcher's Broom (1934)
- Highland River (1937)
- Young Art and Old Hector (1942)
- The Serpent (1943)
- The Green Isle of the Great Deep (1944)
- The Drinking Well (1946)

Kurz Geschichten
- Hidden Doors (1929)
- The White Hour (1950)

Essays und Biographien
- Whisky and Scotland (1935)
- Off in a Boat (1938)
- Highland Pack (1949)
- The Atom of Delight (1956)

Siehe auch
- C.J.L. Stokoe: A Bibliography of the Works of Neil M. Gunn. University Press, Aberdeen 1987, ISBN 978-0080350790.